# Йоган Генрік Донцер
Йоган Генрік Донцер (дан. Johan Henrik Deuntzer; 20 травня 1845 — 16 листопада 1918) — данський політик, член ліберальної партії Венстре, голова Ради та міністр закордонних справ Данії з 1901 до 1905 року.